# László-Kovács Gyula
László-Kovács Gyula (Szekszárd, 1957 –) „költészetéért, prózája újszerűségéért, sorsáért, vidékiségéért” Gábor Andor-díjat kapott paksi író, költő.

## Élete
Első versei az ef-lapokban jelentek meg, 1982-ben. A következő két évben egy országos, illetve a szegedi József Attila Tudományegyetem által meghirdetett szociográfiai pályázaton első díjat kapott. 1998–2001 között a Sétatér című, Pécsett megjelenő transzkulturális folyóirat regionális szerkesztését végezte. 2018-ban kilencedik alkalommal szerkesztette a Kézjegy című, Tolna megyei alkotók műveiből készült antológiát. Eddig 13 kötete jelent meg.
Tagja a Balaton Akadémiának és az Art’húr című folyóirat és civil irodalmi-művészeti mozgalomnak. Az Ezredvég című irodalmi folyóiratba rendszeresen publikál. A Gábor Andor-díjat az elnök, Simor András (költő) Budapesten, a Nemzetek Házában adta át László-Kovács Gyulának, aki éppen kórházból hazatérve vette hírét a díjnak, amiért – szerinte – még meg sem dolgozott. Nem csak magáénak érzi, az alkotást lehetővé tévő, nyugodt családi környezet nélkül meg sem kaphatta volna. „– Ebben benne van, hogy nyugodtan dolgozhatok, benne van Rózsa (Acsádi Rozália), az ő támogatása, tanácsai”.
Szepes Erika a laudációban így ír munkásságáról: „Az életmű egységessége, azonos világlátása határozott, kemény, őszinte karaktert mutat”, könyvei pedig: „megrázó, gyönyörűséges képekkel, szenvedélyes kifakadásokkal, hazaféltéssel teli kötetek”.

## Művei
- Acsádi Rozália–László-Kovács Gyula: Fűszálakat sodor a szél; Babits, Szekszárd, 1994
- Acsádi Rozália–László-Kovács Gyula: Szemem sarkában elárvulnak a nádasok; Babits, Szekszárd, 1998
- Koldus-pietà; Babits, Szekszárd, 1999
- Nagypéntek; Kerényi, Szekszárd, 2001
- Krisztina-versek, 2001–2003; Kerényi, Szekszárd, 2003
- Ezredvég, 2003. február, versek
- A hold leánya; Kerényi, Szekszárd, 2005
- Ez itt nem Amerika; Kerényi, Szekszárd, 2007
- Álomkeresők; Kerényi, Szekszárd, 2009
- Égre lobbannak a hegedűk; Kerényi, Szekszárd, 2010
- Én az éjszakát szeretem; AB-art, Pozsony, 2011 (Kortárs költők)
- Az arany zsebóra. Duna-parti jegyzetek; magánkiadás, Paks, 2012 ISBN 978-963-06-9301-1
- Az Eördögh-falva. Duna-parti jegyzetek 2.; magánkiadás, Paks, 2013 ISBN 978-963-08-6448-0
- Tabuk nélkül. Duna-parti jegyzetek 3.; magánkiadás, Paks, 2013
- Ezredvég, 2013. január–február, Szerelmes vers
- Világárnyék, a Nagy László Antológia Irodalmi és Művészeti Társaság antológiája, Hét Krajcár Kiadó, Budapest, 2014 ISBN 978-963-9596-81-8
- Szappanyos Ármin. Duna-parti jegyzetek 5.; magánkiadás, Paks, 2014
- Múlt századi történetek Duna-parti jegyzetek 6.; magánkiadás, Paks, 2015
- Péntek 13. Duna-parti jegyzetek 7.; magánkiadás, Paks, 2017
- Hajnalkő. Duna-parti jegyzetek 8.; magánkiadás, Paks, 2018
- A garabonciás. Duna-parti jegyzetek 9.; magánkiadás, Paks, 2018

### Művei a Holdkatlanon[1]
- az elveszett város (vers)
- nem magamért sírok (vers)
- elégek a láztól (vers)
- egy szín a nárcisz virágán (vers)

## Elismerései
- 2001 Tolna Megye Művészetéért díj
- 2001 Csányi-díj
- 2010 Pákolitz Alapítvány szerzői-díja
- 2011 Nagy Lajos-díj[2]
- 2012 Gábor Andor Írói Jutalomdíj, plakettel